# ピエガーロ
ピエガーロ（伊: Piegaro）は、イタリア共和国ウンブリア州ペルージャ県にある、人口約3,400人の基礎自治体（コムーネ）。

## 地理

### 位置・広がり

#### 隣接コムーネ
隣接するコムーネは以下の通り。括弧内のTRはテルニ県所属を示す。
- チッタ・デッラ・ピエーヴェ
- マルシャーノ
- モンテガッビオーネ (TR)
- モンテレオーネ・ドルヴィエート (TR)
- パチャーノ
- パニカーレ
- ペルージャ
- サン・ヴェナンツォ (TR)

### 気候分類・地震分類
ピエガーロにおけるイタリアの気候分類 (it) および度日は、zona E, 2152 GGである。
また、イタリアの地震リスク階級 (it) では、zona 2 (sismicità media) に分類される。

## 行政

### 分離集落
ピエガーロには、以下の分離集落（フラツィオーネ）がある。
- Abbadia Settefrati, Acquaiola Gratiano, Castiglion Fosco, Cibottola, Collebaldo, Gaiche, Greppolischieto, Ierna Vignaie, Macereto, Oro, Pietrafitta, Pratalenza